# Genetta genetta
La gineta, jineta o gato almizclero (Genetta genetta) es una especie de mamífero carnívoro de la familia de los vivérridos, la única de esta familia que se puede encontrar en Europa.
La gineta está presente en el norte de Italia, en la península ibérica, islas Baleares, y el sur de Francia, y parece expandirse actualmente hacia el norte y el este del continente. También se puede encontrar en Oriente Medio y en buena parte del continente africano, con la excepción principal de las zonas desérticas. Se cree que fue introducida en Europa de forma tal vez involuntaria, como mascota que se asilvestró, como simple polizón en alguno de los barcos que siempre han cruzado el estrecho de Gibraltar o introducida para cazar ratas en los alrededores de las granjas, ya sea por los árabes o por los romanos.

## Origen del nombre
Algunos autores[¿quién?] han apuntado a que la palabra «jineta» podría proceder de la palabra de origen árabe «jinete» (zenete), pues los musulmanes que guerreaban a caballo durante la Reconquista adornaban su silla con las pieles de este animal. Por su parte, la RAE sugiere un origen en el occitano «geneta», derivado de «jana» ("hada").
También se la conoce como gato de algalia, ya que esta sustancia untuosa se saca de la bolsa que la jineta tiene cerca del ano. 

## Origen y dispersión de la especie

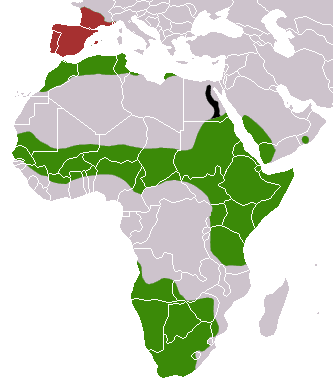
Verde: Autóctona. Rojo: Introducida. Negro: Introducida y extinta.

Llegó a Europa desde el norte de África a través de la península ibérica. Está muy extendida la teoría de que fue precisamente durante la invasión islámica en el siglo VIII.[cita requerida] Sin embargo, esta teoría goza de poco prestigio en la actualidad, y se cree que la introducción de la jineta habría sido más temprana.[cita requerida]
Se tiene constancia de que los romanos tenían jinetas como mascotas en sus casas antes de que los gatos domésticos fuesen importados desde Egipto, y que en tiempos de Augusto se introdujo en las Baleares un misterioso animal bajo el nombre de ictis para que acabara con la plaga de conejos cimarrones que entonces infestaba las islas. Dado que el gato no era conocido por este nombre y que en las Baleares no existen indicios del meloncillo ni de otras mangostas, tal ictis sólo pudo ser la jineta o, si acaso, alguna especie de marta.

## Descripción
Por su aspecto, de estampa felina, la jineta se asemeja a un gato alargado de pelo amarillento a grisáceo, salpicado de motas negras en el cuerpo, y en la cola manchas anilladas. En la cola el pelo es más largo y cumple funciones estabilizadoras en los saltos y persecuciones. El cuerpo puede llegar a los 55-60 centímetros, longitud que iguala o supera la cola, pudiendo superar el metro de longitud desde la cabeza a la cola. La altura en la cruz es de 20 centímetros, y el peso oscila entre 1,2 y 2,5 kg. La jineta tiene una cabeza cónica que se afina hacia el hocico. Los ojos grandes de color pardo están enmarcados sobre manchas de color blanco que contrastan con una franja negra que rodea la base del hocico; a ambos lados tiene vibrisas largas y muy sensibles. Las orejas son grandes y erectas, y redondeadas en su extremo. El cuerpo es alargado y elástico, con unas patas anteriores cortas en contraste con las traseras, más largas y musculadas, que facilitan los hábitos trepadores de este animal. Los pies son redondeados, con uñas semirretráctiles.

## Hábitat
Viven generalmente en bosques, pero pueden adaptarse a las praderas, y trepan bastante bien. Se adaptan con facilidad a todo tipo de medios gracias a su escasa especialización (de hecho, resultan bastante parecidas a los miácidos, los primeros carnívoros que aparecieron en el Eoceno y dieron lugar a todos los grupos actuales). Las poblaciones europeas parecen estar desarrollando una resistencia al frío cada vez mayor.

## Comportamiento
Las jinetas son depredadores nocturnos que viven y cazan de forma solitaria, aunque toleran la presencia de otros individuos de su misma especie en las cercanías. Ocasionalmente, las hembras cooperan en la caza con sus crías subadultas o con algún macho. 
En libertad, las jinetas viven alrededor de 10 años, pero en cautividad llegan a los 20. No tienen auténticos depredadores, aunque a veces pueden ser cazadas por algunas aves de presa o por zorros.
En el norte de África se las domestica con cierta regularidad en las zonas rurales, donde, al igual que los gatos, libran a las granjas de pequeños animales. Son animales de mordisco fácil: los ejemplares criados en cautividad deben manejarse con precauciones, pues se van tornando más ariscos con la edad.

### Alimentación
De alimentación esencialmente depredadora y carnívora, sus presas principales son insectos, mamíferos pequeños, lagartos y aves; a veces ingieren también frutos, en especial higos y frutos del bosque (moras, bayas, manzanas silvestres, etc.). 

### Reproducción
Las hembras alumbran a dos o tres crías por camada en el hueco de un árbol. Las hembras entran en celo durante la temporada de lluvias. La cópula, que sigue a unos rituales de cortejo que pueden alargarse hasta una hora, tiene una duración de solo cinco minutos, durante los cuales tanto el macho como la hembra maúllan. El período de gestación es de diez u once semanas, tras el cual la hembra da a luz entre una y tres crías, las cuales nacen ciegas e indefensas. Los cachorros son destetados a las ocho semanas, ya que poco antes empiezan a tomar pequeñas cantidades de alimento sólido. Los jóvenes alcanzan la madurez sexual alrededor de los dos años de edad.

## Galería

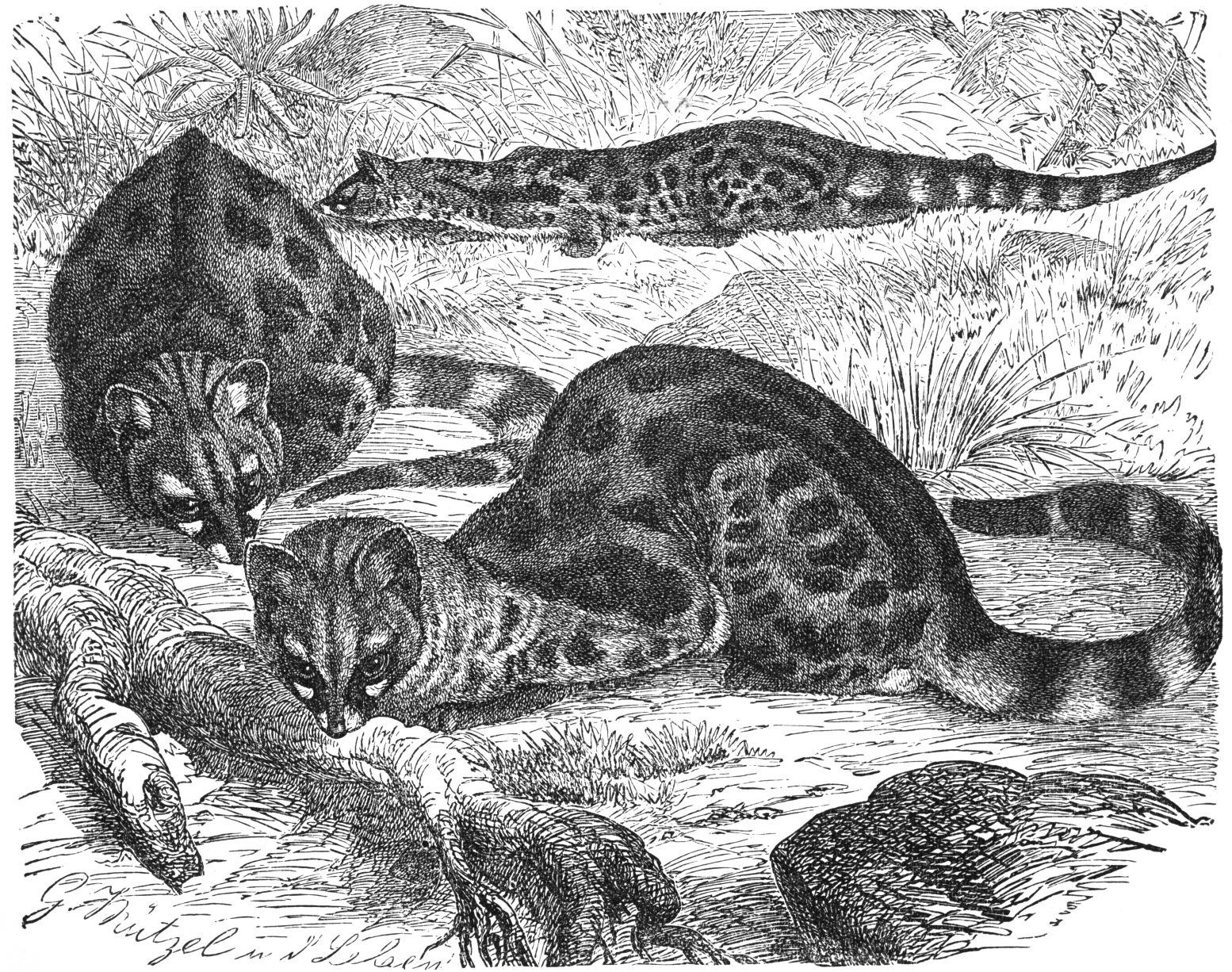
Ilustración de Gustav Mützel (1839-1893) para la segunda edición de la obra de Alfred Brehm, en 1927.
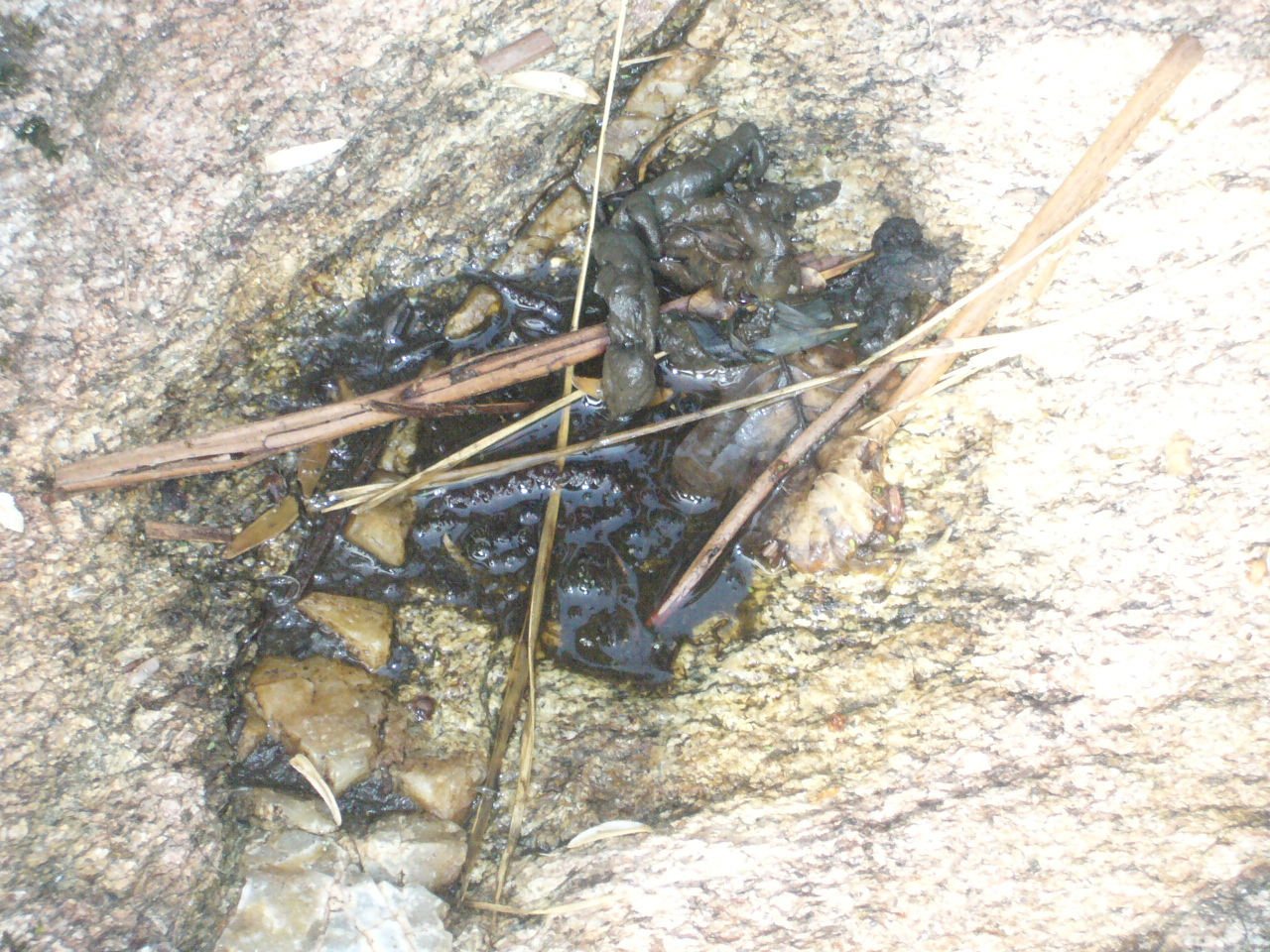
Excrementos.